# Shabbat
Pour les articles homonymes, voir Sabbat et Shabbat (homonymie).
Pour le traité talmudique shabbat ou chabbat, voir Shabbat (traité).

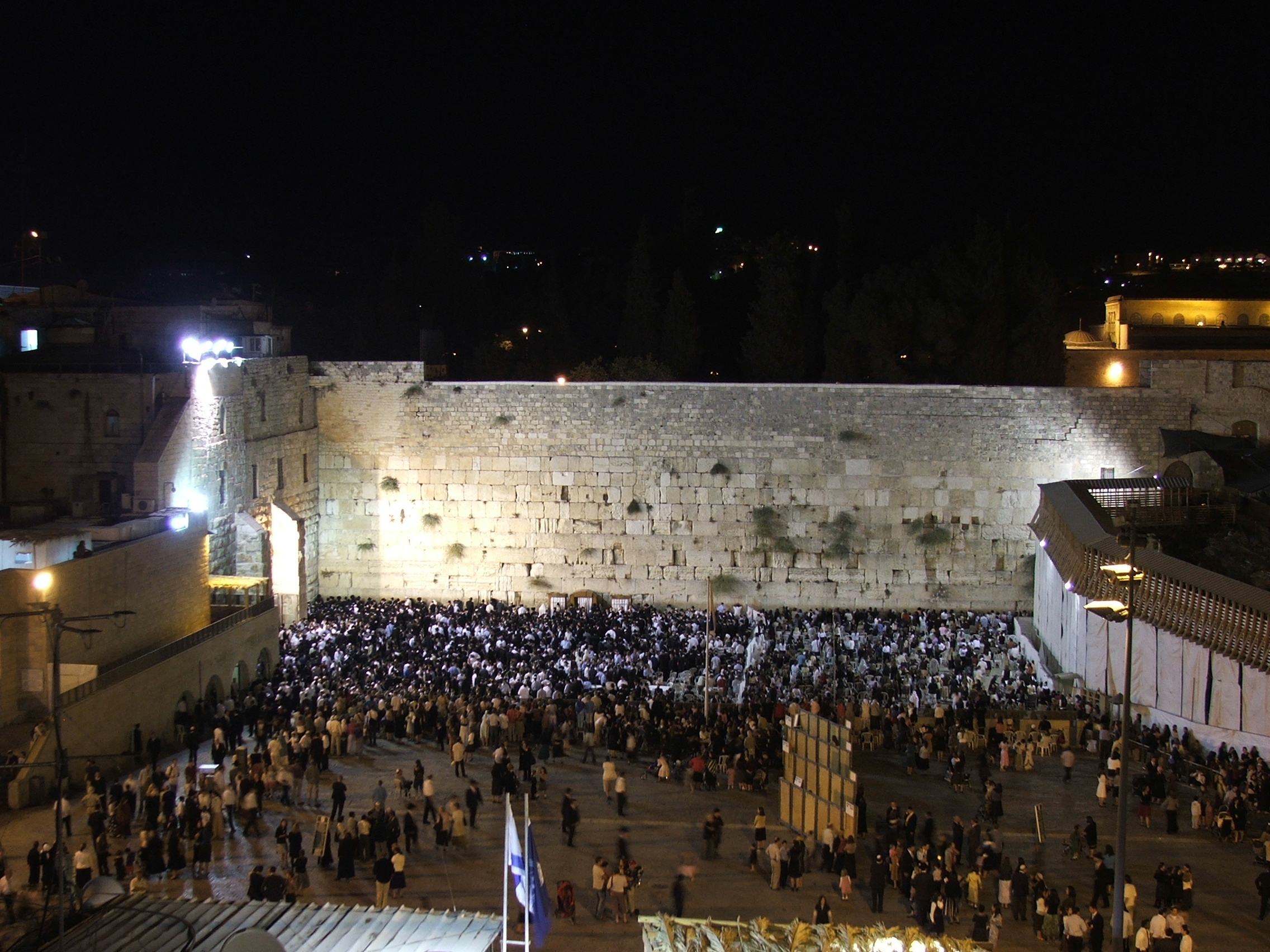
Accueil du shabbat le vendredi soir sur l'esplanade du Kotel à Jérusalem.

Le shabbat ou chabbat (hébreu : שבת, « cessation, abstention » ; en yiddish שבת ou שאַבעס, shabbes) est le jour de repos assigné au septième jour de la semaine biblique, qui commence dès la tombée de la nuit du vendredi soir jusqu'au samedi soir. Le shabbat est officiellement jour chômé en Israël et les magasins et les transports publics ne fonctionnent pas.
Élément fondamental des religions israélites, il est observé par beaucoup de fidèles. Au-delà des notions de « prescrit » et de « proscrit » (ou, selon une interprétation plus littérale, de « permis » et d'« interdit »), le shabbat est surtout considéré comme un jour hors du temps et des contingences matérielles, un jour durant lequel toutes les activités extérieures doivent être réduites pour se concentrer sur la famille et le foyer. Il y est surtout question d'activités dans son cercle familial, de moments pour se ressourcer, de repas en famille.
Il commence le vendredi, 18 minutes avant le coucher du soleil et se termine le samedi après l'apparition de 3 étoiles moyennes (approximativement 40 minutes après le coucher du soleil), soit une durée variant entre 25 heures et 25 h 30 min selon les saisons. La période supplémentaire (Tosefet shabbat) avant le coucher du soleil n'est pas partout de 18 minutes, car pour certains, elle est de 22 ou 24 minutes, à Safed de 30 minutes, à Jérusalem de 40 minutes. L'observance des heures est très précise chez les haredim et il existe des « tableaux des heures dites » (lou'hot) distribués dans les communautés. Maale Adumim et Petach Tikvah observent la même heure que Jérusalem car leurs premiers habitants venaient de Jérusalem et ils y ont apporté leurs traditions.
- Movaé Shabbat (מובאי שבת) : entrée du Shabbat[2].
- Motsaé Shabbat (מוצאי שבת) : sortie du Shabbat.

Selon les interprétations, les femmes mariées pourraient ne pas être astreintes à s'arrêter de travailler pendant le shabbat, car elles ne sont pas mentionnées dans le livre de l'Exode (20,8-11) :
« Souviens-toi du jour du repos, pour le sanctifier.

Tu travailleras six jours, et tu feras tout ton ouvrage. Mais le septième jour est le jour du repos de l'Éternel, ton Dieu : tu ne feras aucun ouvrage, ni toi, ni ton fils, ni ta fille, ni ton serviteur, ni ta servante, ni ton bétail, ni l'étranger qui est dans tes portes. Car en six jours l'Éternel a fait les cieux, la terre et la mer, et tout ce qui y est contenu, et il s'est reposé le septième jour : c'est pourquoi l'Éternel a béni le jour du repos et l'a sanctifié. »
En effet, dans la société ancienne, elles étaient principalement vouées aux activités domestiques, quotidiennement nécessaires et tolérées pendant le shabbat dans leur cercle familial.
Le mot provient de l'hébreu shābbath, « sabbat », שבת, dérivant du verbe shābath, « s'arrêter, se reposer » (Gn 2,2-3), passé ensuite au grec σα’ββατον puis au latin sabbatum.
Le mot a donné « chabbat » ou « sabbat » en français, « sabbath » en anglais, « sabt » (السبت) en arabe, « chabat » (Շաբաթ) en arménien, « sábado » en espagnol et portugais, « sobota » en polonais, « суббота (soubbota) » en russe et en serbe et « sabato » en espéranto et en italien. Plus indirectement, « samedi » en est dérivé à partir de « sambe-di » en vieux français[réf. nécessaire], ainsi que « Samstag », « samedi » en allemand, à travers le gothique sambaz-tac puis samez-tac[réf. souhaitée].
Le concept d'« année sabbatique » y est associé ; il dérive surtout de la notion juive d'« année de jachère », la chemitta.

## Étymologie
La racine bilitère de chabbat est shev (שב), d'où lashevet (לשבת), s'asseoir. shabbat, bien que couramment rendu par « repos », signifie « abstention (du travail) », « cessation », qui peut comporter une nuance de repos, comme dans shevita, qui signifie « (faire la) grève » — c'est une abstention active et voulue. Il n'y a pas de rapport (direct) entre chabbat (שָׁבַת) et cheva (שְּבַע).
Yom chabbat ne signifie donc pas « le septième jour », qui se dit yom hachevii (יוֹם הַשְּׁבִיעִי), mais « le jour d'abstention », même s'il tombe le septième jour de chaque semaine.
Ceci répond à la question théologique : « pourquoi Dieu, l'Omnipotent, aurait-t-Il eu besoin de repos ? ». Selon le Talmud, Dieu n'en avait nul besoin ; l'Homme oui, surtout pour régénérer son âme. Et c'est pourquoi Dieu a institué ce septième jour : la possibilité, le choix de ne pas créer, d'« Être », tout simplement, selon le théonyme היה (eyeh asher eyeh, « être ce qui est ») à l'origine du tétragramme yōḏ (י), hē (ה), wāw (ו), hē (ה) retranscrit YHWH en français et pouvant, entre autres, signifier « Être invariable » selon la Bible du Rabbinat, « je suis celui qui est » ou « je suis celui qui suis » ou « je suis ce que tout est ou je suis qui je serai », en résumé : « l'Éternel ».

## Institution biblique du shabbat

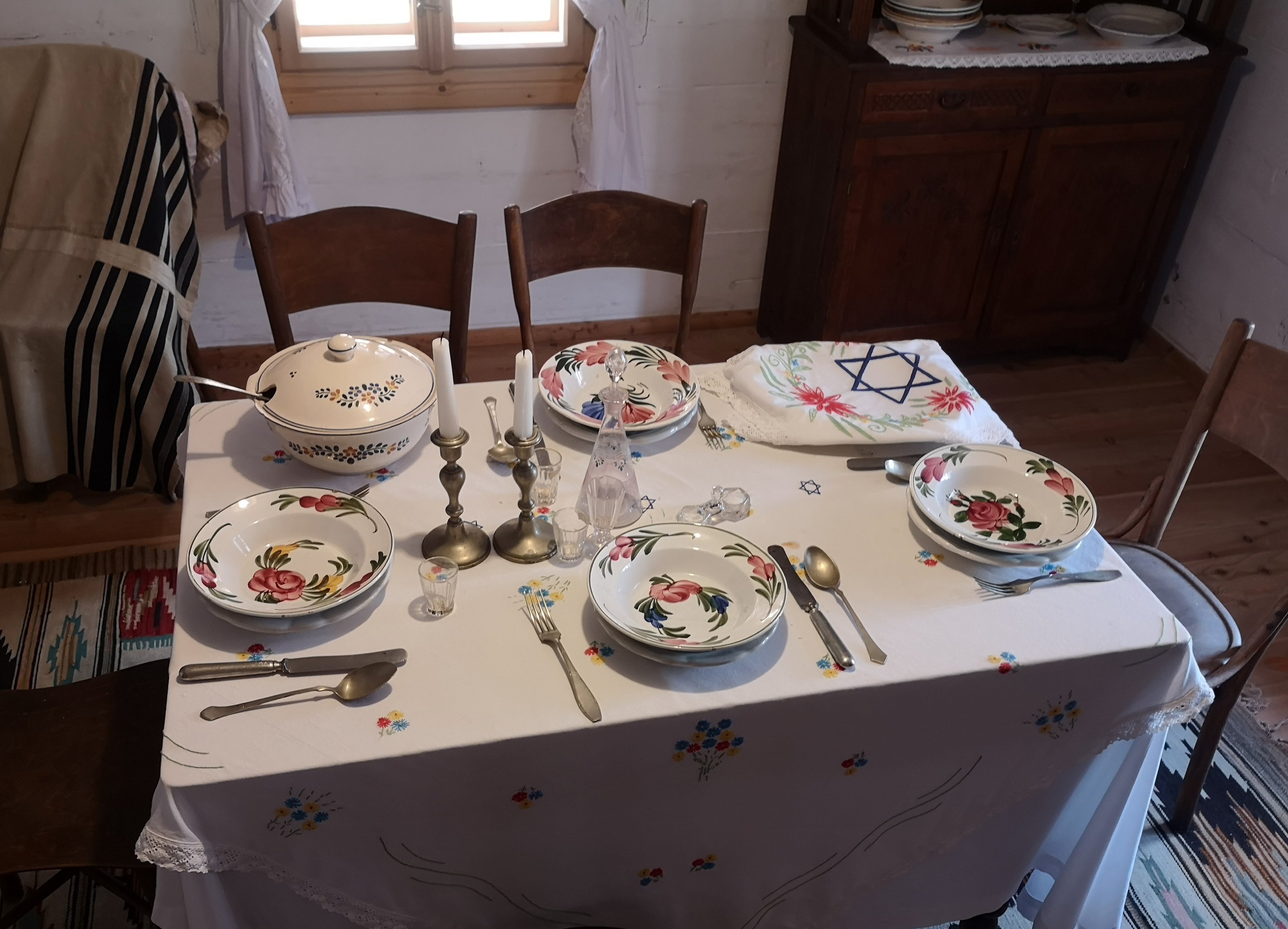
Table dressée pour shabbat, comté de Sanok (Pologne).

Le shabbat trouve son origine dans la Genèse, premier livre de la Bible.
Genèse 2,2-3 : Dieu acheva au septième jour Son œuvre, qu'il avait faite, et Il s'abstint au septième jour de toute son œuvre, qu'il avait faite.
Et Dieu bénit le septième jour, et Il le sanctifia, car en ce jour, Il S'abstint de toute Son œuvre qu'il avait créée en la faisant. 
L'observance du shabbat est mentionnée en de nombreuses occurrences dans la Torah, les plus notables étant Exode 20:8-11 et Deutéronome 5:12-15.
Exode 20,8-11 : Souviens-toi du jour du repos, pour le sanctifier. Tu travailleras six jours, et tu feras tout ton ouvrage. Mais le septième jour est le jour du repos de l'Éternel, ton Dieu : tu ne feras aucun ouvrage, ni toi, ni ton fils, ni ta fille, ni ton serviteur, ni ta servante, ni ton bétail, ni l'étranger qui est dans tes portes. Car en six jours l'Éternel a fait les cieux, la terre et la mer, et tout ce qui y est contenu, et Il s'est reposé le septième jour : c'est pourquoi l'Éternel a béni le jour du repos et l'a sanctifié.
Le shabbat est présenté ici comme un trait d'union entre l'humain et le divin, créature et Créateur, marquant les deux rythmes, les synchronisant, chacun à son échelle. 
« Soyez saints comme je suis Saint ».
Deutéronome 5,12-15 : Observe le jour du repos, pour le sanctifier, comme l'Éternel, ton Dieu, te l'a ordonné. Tu travailleras six jours, et tu feras tout ton ouvrage. Mais le septième jour est le jour du repos de l'Éternel, ton Dieu : tu ne feras aucun ouvrage, ni toi, ni ton fils, ni ta fille, ni ton serviteur, ni ta servante, ni ton bœuf, ni ton âne, ni aucune de tes bêtes, ni l'étranger qui est dans tes portes, afin que ton serviteur et ta servante se reposent comme toi. Tu te souviendras que tu as été esclave au pays d'Égypte, et que l'Éternel, ton Dieu, t'en a fait sortir à main forte et à bras étendu : c'est pourquoi l'Éternel, ton Dieu, t'a ordonné d'observer le jour du repos.
Le Shabbat n'est pas seulement le tribut à « Dieu le créateur » (Élohim), il est aussi celui à « Dieu le Sauveur » (YHWH), qui exige l'abolition des barrières non seulement professionnelles mais aussi sociales en ce jour. Ainsi que le rappelle le Shema Israël, YHWH est Élohim, il est unique.
Il existe d'autres occurrences importantes à Ex 31,12-17, Ex 35,2-3, Lv 19,3, Lv 19,30, Lv 23,3 et Nb 28,9-10.
D'autres citations directes dans le Tanakh incluent Es 56,4-6, Ezéchiel (chap. 20, 22, 23) et Ne 9,14, sans compter les nombreuses allusions et citations dont le shabbat n'est pas le sujet central.

## Statut dans le judaïsme
« Le chabbat est le principe fondamental du judaïsme.

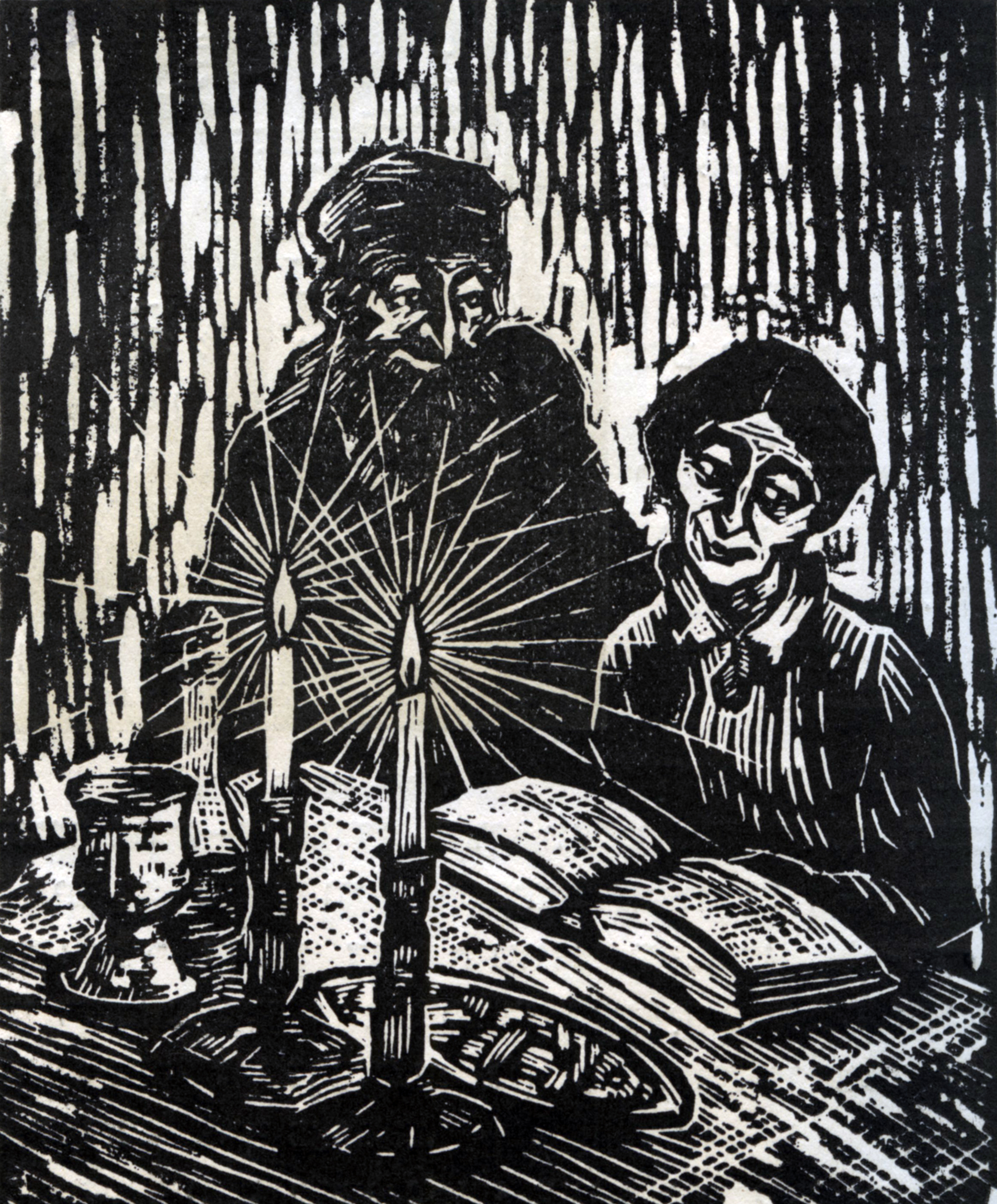
Vendredi pour Dieu par De Josef Budko, 1921.

Observer le chabbat, cesser tout travail à l'approche de la nuit de vendredi soir, c'est faire publiquement la profession de foi que Dieu a créé l'Univers en partant de rien, que Son Esprit domine la matière, qu'Il Est le Maître de notre force de travail, de notre vie. »

— Shoulhan Aroukh abrégé du Grand Rabbin Ernest Weill, cité par Joseph-Elie Charbit, in Siddour Pata’h Eliyahou
Le Tanakh et le Siddour (livre de prières juives) décrivent trois rôles au shabbat :
- une commémoration de la rédemption des israélites de l'esclavage en Égypte ;
- une commémoration de la création du monde par Dieu, et de l'abstention qu'il fit au septième jour ;
- un avant-goût du monde aux temps messianiques.

Bien que la plupart des autres cultures et religions ne considèrent pas le shabbat comme un jour saint (exception faite des Sabbatarianistes et Soubbotniks), le judaïsme lui accorde au contraire un statut prééminent, quasiment inégalé, au sein des célébrations religieuses :
- le shabbat est le premier jour saint mentionné dans le Tanakh, et Dieu fut le premier à l'observer (cf. supra) ;
- la liturgie qualifie le shabbat de fiancée (kala), l'arrivée du shabbat, le vendredi soir, étant comparée à celle d'une fiancée, que tout le monde doit accueillir à l'entrée du foyer ou de la synagogue, et de reine (malka), qu'un festin accompagne pour son départ (Mélavè Malka, cf. infra) ;
- le Sefer Torah est lu lors de la lecture de la Torah, partie intégrante de l'office du samedi matin, et la lecture est plus longue que celles du lundi et jeudi (instaurées par Ezra). La Torah, comportant 54 parachiot est entièrement lue au cours du cycle annuel, à raison d'une parasha par chabbat (parfois deux). Le shabbat, la lecture est divisée en sept sections, encore une fois plus nombreuses que le nombre de sections lues lors d'une autre célébration, y compris Yom Kippour. Après la Torah est lue la haftara, passage des livres prophétiques ;
- Rabbi Shimon bar Yohaï a enseigné que le Messie viendrait le jour où tous les Juifs observeront correctement deux shabbats consécutifs (Talmud, traité shabbat 118).
  - si c'est sur l'enseignement de ce sage qu'est basé le Zohar, il ne faut pas y voir un message exclusivement ésotérique : l'observance impeccable d'un shabbat requiert déjà des efforts fortement considérables de la part d'une personne (certains n'ont jamais observé un seul shabbat de leur vie) ; l'observance du shabbat par l'ensemble d'un peuple, y inclus les assimilés et les apostats, et ce pendant plus d'un shabbat, donc pas pour « marquer un coup » mais de façon continue, voire routinière, reviendrait à dire de ce peuple qu'il possède de si grandes vertus que le royaume de Dieu serait déjà sur terre (voir également mitzvah et principes de foi du judaïsme).

## Observance

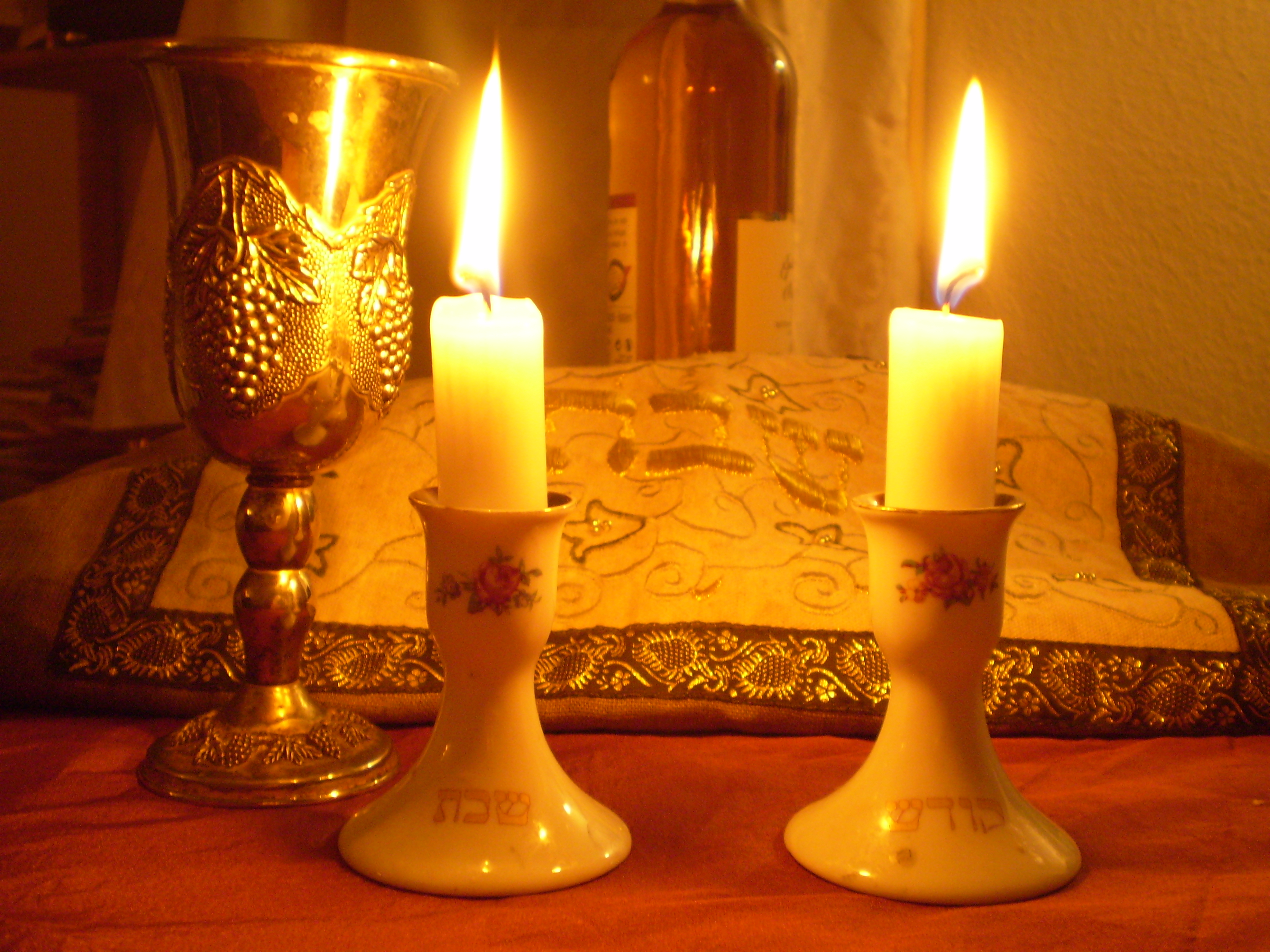
La table typique du shabbat : une coupe de kiddoush, deux hallot (recouvertes d'un napperon) et deux bougies.

Le chabbat est un jour de célébration autant que de prière. Trois repas meilleurs que l'ordinaire, les shalosh seoudot, sont offerts à la fin de chaque office :
1. Seouda rishona le Erev Shabbat, le vendredi soir.
2. Seouda shenit après shaharit + Moussaf, le samedi, un peu après midi.
3. Seouda shlishit, entre Minha et Arvit de Motsei Shabbat (la prière du soir qui clôture shabbat), en fin d'après-midi les meilleures denrées sont réservées pour shabbat. Dans certains milieux moins favorisés, c'est le seul jour où l'on mange de la viande, bien qu'il n'y ait pas de stricte obligation à en consommer, comme ce serait le cas à Yom tov.

Melave Malka représente le dernier repas à la sortie de shabbat destiné à retarder le départ de ce jour saint : seuls les plus pratiquants ajoutent ce dernier repas. L'affluence des fidèles est également plus importante le shabbat qu'en semaine (même si elle n'égale pas Yom Kippour). Elle est pour certains le seul jour de pratique religieuse.
Le shabbat étant un jour de fête et de réjouissance, tout jeûne y est proscrit. Tout autre jeûne que celui de Yom Kippour (qui n'est pas un jour de deuil malgré les signes extérieurs de mortification) tombant un shabbat doit être reporté au jeudi précédent, en règle générale. De même, les endeuillés en période de chiv'ah doivent se conduire « normalement » durant le chabbat, sans exprimer ouvertement les signes extérieurs de deuil (comme la Qeri'ah). Ils restent toutefois astreints au deuil en privé, ne se lavant pas et se réfrénant de toute activité joyeuse ou sexuelle.
Celui qui observe le shabbat, en respectant les prohibitions et en pratiquant les prescriptions positives est appelé shomer shabbat (en), soit « gardien du shabbat ».

## Activités prescrites

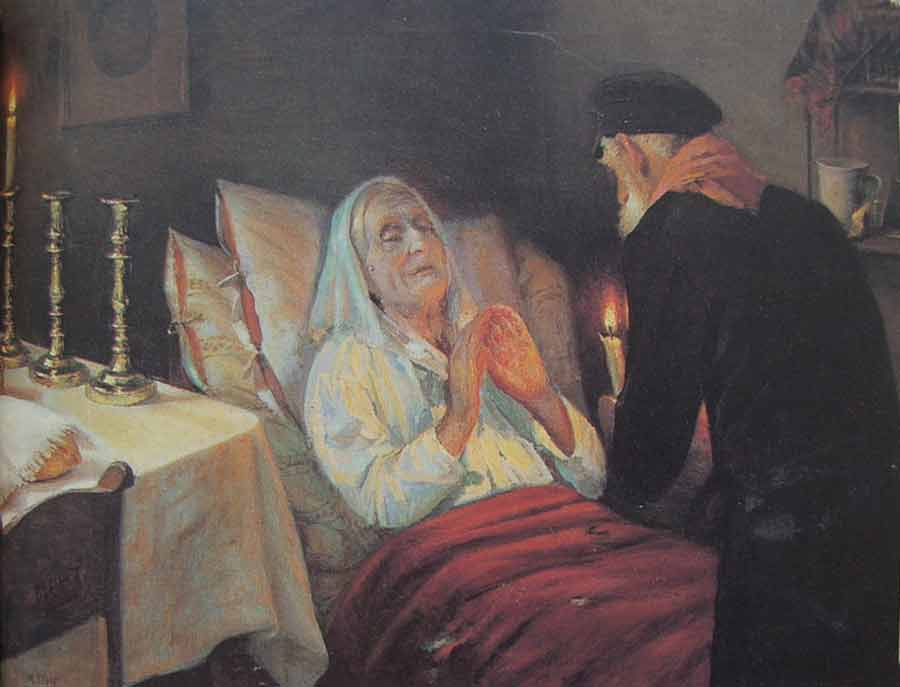
Dernier samedi par Iouri Pen, 1910-1920.

Les rabbins interprètent Shamor vezakhor (Garde et souviens-toi) par une série de prohibitions d'activités (shamor) et d'activités spécifiques à ce jour (zakhor), shamor et zakhor étant symbolisées par l'allumage de deux bougies (certaines utilisent de l'huile et non des bougies, comme autrefois) avant l'entrée du shabbat (pas plus tard que 18 minutes avant l'heure prévue de coucher de soleil). Il s'agit d'une mitzvah spécifiquement réservée aux femmes (l'épouse ou la mère). Si l'épouse ne peut allumer les lumières, c'est à l'homme de les allumer. De même, un homme vivant seul a le même devoir d'allumer ces lumières.
Bien que la plupart des lois shabbatiques soient restrictives (cf. infra), le Talmud enseigne que le quatrième des Dix commandements contient les allusions aux prescriptions positives du shabbat, à savoir :
- la récitation du kiddoush chel yom shabbat (sanctification du jour de shabbat) sur une coupe de vin casher, au commencement du chabbat, avant le premier repas (Séouda rishona, cf. supra) et après les prières du matin, lors du second repas (séouda shènit, cf. supra) ;
- manger trois repas somptueux (cf. supra), les deux premiers repas devant être entamés avec deux tresses de 'hallah (pain traditionnel). Le troisième repas, la Seoudah shlishit (en), est généralement léger et souvent parve (neutre) ou halavi (laitier), ce qui contraste avec les précédents ;
- la récitation de la Havdalah, ou « séparation », à la tombée de la nuit du samedi, réalisée sur une coupe de vin, des épices odorantes et une bougie à deux mèches ;
- le délice du shabbat (Oneg shabbat), obligation de profiter de ce jour et de s'en réjouir : beaux habits, bonnes chaussures, bonne nourriture… sont recommandés, et, dans une certaine mesure, les rapports conjugaux, pour autant que l'union soit légitime et que chaque partenaire y consente et en éprouve du plaisir ;
- l'honneur dû au shabbat (Kavod shabbat), en faisant un effort pendant la semaine afin de préparer chaque shabbat à venir. Ceci peut inclure une douche le vendredi soir (avant shabbat), une coupe de cheveux, des vêtements spéciaux, de préférence beaux et confortables, et s'abstenir de tenir des conversations déplaisantes.

## Activités proscrites
La loi juive proscrit (sans interdire, puisqu'il existe des adaptations et des exceptions, et puisque chaque Juif peut décider selon sa conscience dans quelle mesure il entend s'y conformer) toute forme de melakha (au pluriel melakhot) durant le shabbat. Cette occurrence, qu'on traduit généralement par « travail » ne correspond ni à la définition usuelle, ni à la définition physique du travail : elle désigne en fait les activités exploitant des ressources et susceptibles de produire un surplus de richesses ou de confort. Elle provient de Gen. 2,2-3
Gen 2,2 :

וַיִּשְׁבֹּת בַּיּוֹם הַשְּׁבִיעִי, מִכָּל-מְלַאכְתּוֹ אֲשֶׁר עָשָׂה

Vayishbot bayom hashevyi mikol-melakhto acher assa

(Et Il S'abstint au septième jour de toute sa 'melakha' qu'Il avait faite)
Gen 2,3 :

כִּי בוֹ שָׁבַת מִכָּל-מְלַאכְתּוֹ, אֲשֶׁר-בָּרָא אֱלֹהִים לַעֲשׂוֹת

Ki bo Shabbat mikol melakhto asher bara Elohim la'assot

(car en ce jour Il S'abstint de toute la 'melakha' qu'Élohim avait créée pour la faire)
Les Sages ont enseigné qu'il y a trois degrés de création :
1. la beri'a, création ex nihilo ou de novo ;
2. la yetsira, formation ;
3. la assi'a, finition, passage de la forme à la fonction.

Sur la base de juxtapositions de passages bibliques correspondants (à savoir les travaux nécessaires à la construction du Tabernacle et l'interdit de faire des travaux le chabbat Ex 31,13-17), ils ont proscrit toutes les activités qui avaient été nécessaires à la construction du Tabernacle, en d'autres termes, les activités « de finition », ou qui, selon une autre interprétation, permettent d'exercer un contrôle sur l'environnement.

### Statut des prohibitions
Chaque melakha entraîne des prohibitions dérivées. Par exemple, « produire un feu » s'étend à toute forme de courant ; « découdre » entraîne « déchirer », etc. En conséquence, la plupart des activités quotidiennes sont interdites. Réaliser une toledah (engendrement, c'est-à-dire activité directement dérivée) fait encourir une peine aussi sévère que l'accomplissement d'une melakha. Des activités plus indirectement dérivées, instituées par les Sages sous le nom de shevout, sont passibles de peines plus légères.
Par ailleurs, les melakhot ne sont pas tant des activités que des « catégories d'activités ». Par exemple, le « tri » pour « séparer grains et déchets », qui devrait se rapporter aux travaux des champs, est à comprendre au sens talmudique, c'est-à-dire « séparation entre comestible et incomestible » : filtrer l'eau pour la rendre potable, ôter le noyau des pêches, les arêtes des poissons… Le gefilte fisch, la traditionnelle « carpe farcie » a été inventée par les Ashkénazes pour cette situation.
Autre exemple, utiliser un interrupteur tombe sous l'activité de « construire » ou « démolir » (le mot hébreu pour définir cela peut être interprété comme « détruire en vue de reconstruire »). La solution classique est l'emploi de minuteries pré-réglées, encore que celle-ci ne fait pas l'unanimité parmi les décisionnaires (Posqim) car si elles se substituent à la main humaine, elle n'en sont pas moins des produits de la main humaine ; il en est de même pour toutes les machines, dont les robots. En clair, le Talmud interdit pratiquement toute activité productive et recense trente-neuf activités prohibées qui sont adaptées au monde moderne par les Sages (cuisiner, saler les aliments, écrire, éteindre un feu, transporter un objet d'un domaine privé à un domaine public, activer/désactiver un dispositif électrique…).

### Limites à ces interdictions

#### Dans l'Antiquité
Dans son Histoire romaine (rédigée en grec), XXXVII, 16,, l'historien et consul Dion Cassius (v. 155 - ap. 235) montre que les anciens juifs respectaient sans limite le « jour de Saturne » quand il indique :
« Pompée eut de grands obstacles à surmonter au siège de Jérusalem. […] Si ceux qui l'occupaient l'avaient défendu tous les jours avec la même vigilance, Pompée n'aurait pu le prendre ; mais ils suspendaient le combat pendant les jours qui portent le nom de Saturne ; parce qu'ils ne font rien ces jours-là. Cette interruption fournit aux assaillants le moyen d'ébranler les remparts. Les Romains, ayant remarqué l'usage dont je viens de parler, ne poussaient point sérieusement l'attaque pendant le reste de la semaine ; mais lorsque arrivaient périodiquement les jours de Saturne, ils donnaient l'assaut de toutes leurs forces. Ainsi le temple tomba au pouvoir des Romains, le jour dédié à Saturne, sans que ses défenseurs fissent aucune résistance. »

#### De nos jours
Dans toute situation où une vie humaine est en danger (pikoua'h nefesh), un Juif a non seulement le droit, mais le devoir de ne pas suivre une règle religieuse qui compromettrait le sauvetage de cette vie. Les règles de shevout peuvent être non-suivies dans des situations moindres (ex. : un patient grippé). Il importe de préciser qu'il ne s'agit pas d'une entorse tolérée aux règles, mais d'un devoir humain et religieux. On enseigne que si deux Juifs se trouvent dans une situation où le shabbat doit être enfreint pour sauver une vie, ce devrait être le Juif le plus observant qui l'enfreint.
D'autres principes légaux déterminent avec exactitude quelle activité constitue une profanation du shabbat. Par exemple, le principe du shinouï (changement) - une violation normalement sévère, comme l'écriture, ne le serait pas si l'acte a été réalisé de façon inhabituelle pour un jour de semaine, par exemple, écrire de la main gauche pour un droitier. Ce principe s'applique toutefois en post-facto (bedi avad) uniquement et dans des circonstances très spécifiques.
Si le judaïsme orthodoxe et le mouvement Massorti adhèrent à ces prohibitions de façon littérale, le Judaïsme réformé pense que, s'il faut étudier ces prohibitions, comme part de la Loi juive, c'est en dernier ressort à chacun de choisir lesquelles suivre, ou s'il faut les suivre. Ils tolèrent par exemple l'écriture à des fins de loisir, puisque ça contribue à l'Oneg shabbat.

#### Adapter la technologie et les pratiques à la Loi
Lorsqu'un besoin humain ou médical se présente, sans être une situation d'urgence, il est possible de réaliser des actes proscrits à première vue, en modifiant la technologie de façon à ne pas enfreindre la Loi religieuse :
- « L'ascenseur shabbatique » est programmé pour marcher de lui-même durant le shabbat, et il est « omnibus » à tous les étages, pour éviter d'avoir à appuyer sur les boutons d'appel et d'étage : le shabbat n'est-il pas une période de patience, de sérénité, d'interruption de la « course au temps » ?
- Les minuteries évitent d'utiliser les interrupteurs. On peut aussi laisser la lumière ou l'appareil fonctionner toute la journée. Il existe aussi des dispositifs spéciaux, isolant les interrupteurs, de sorte à ne pas allumer/éteindre la lumière même si on y touche malencontreusement.
- Il n'est permis de porter que ses vêtements. Comment porter ses clés ou ses documents d'état-civil ? Certains haredim ont trouvé la solution en les « incorporant », par exemple dans des pochettes cousues sur leur ceinture, de sorte qu'elles soient considérées comme des vêtements.

Bien que dialectiquement et techniquement irréprochables, ces artifices ne sont pas toujours dans l'« esprit du jour », et beaucoup d'autorités rabbiniques tendent à les restreindre aux personnes faibles ou malades, ou aux situations pratiques (comme les clés).
Il convient également de mentionner la coutume de l'érouv, un fil ou dispositif semblable suspendu sur le pourtour d'un quartier d'une ville. Celui-ci définit le secteur ainsi délimité comme un « domaine » à l'intérieur duquel sont permises certaines activités importantes, telles que porter des objets (des clés, des poussettes de bébé, des plats cuisinés…) dont le port serait autrement interdit à l'extérieur de la maison. On favorise ainsi des activités sabbatiques (se rendre chez la famille, chez les amis, à la synagogue…) qui seraient sinon entravées. La mise en place des érouvim a parfois donné lieu à des controverses avec les autorités municipales concernées ou avec des citoyens non-juifs.

## Activités permises
Les activités suivantes sont encouragées durant le shabbat :
- Passer le shabbat en famille.
- Assister aux offices synagogaux pour assister à la prière et à la lecture de la Torah.
- Rendre visite à la famille et aux amis (dans la distance de marche permise, à moins qu'un erouv n'ait été institué).
- Inviter des hôtes (hakhnassat or'him, « faire entrer les invités » — hospitalité, autrement dit).
- Chanter les zemirot (en) de chabbat (chansons spécialement conçues pour le shabbat, généralement pendant les repas).
- Lire, étudier, discuter de Torah, de ses commentaires, qu'il s'agisse de la Michna, du Talmud, ou de Sages ultérieurs, méditer la Halakha ou le Midrach.
- Avoir des rapports sexuels conjugaux, en particulier le vendredi soir. Le Shoulhan Aroukh en parle comme d'une « double mitzvah », vu qu'elle combine la procréation avec la réjouissance du shabbat, tous deux considérés comme des commandements torahiques.
- Selon le judaïsme réformé, « l'on devrait éviter les activités ou professions habituelles quand c'est possible (ce qui indigne les orthodoxes) et ne s'engager que dans des activités procurant de la joie, du repos et de la sainteté à ce jour[14] ».
- Selon le mouvement Massorti, le Shabbat doit être observé selon les règles traditionnelles. Certains rabbins massorti autorisent l'usage de l'électricité si cela ne provoque pas une action clairement interdite ou encore l'usage de transports en commun pour se rendre à la synagogue si nécessaire.

## Pratiques karaïtes et samaritaines
Tout comme les Juifs rabbanites, les Karaïtes se consacrent tout entiers à la prière dans les synagogues. Leurs prières sont différentes, quasi exclusivement constituées de passages bibliques. Ils pratiquent également la prosternation totale, ce que les autres Juifs ne font normalement qu'à Roch Hachana et Yom Kippour.
À la différence des Juifs rabbanites, les Karaïtes n'accueillent pas le shabbat à la lumière des chandeliers. Estimant qu'il s'agit d'une entorse à l'interdiction de faire un feu à shabbat, telle qu'énoncée dans la Torah, certains appliquent celle-ci à la lettre, et éteignent tout feu domestique, naturel ou artificiel. Comme d'autres interprétations de ce passage existent, il ne s'agit pas là d'une coutume universelle parmi les Karaïtes. Les Karaïtes ne laissent donc pas le feu se consumer pendant le shabbat, à la différence des Juifs traditionnels, pour qui l'interdit porte seulement sur l'acte d'allumer le feu, et non sur le feu lui-même (laisser brûler une flamme - 28). Il en résultait une absence des bougies du shabbat, et un refus de consommer le hamin (plat mijoté chaud, laissé sur un feu allumé avant l'entrée du shabbat, dont les variantes sont le tsholent des ashkénazes ou la dafina des séfarades). En pratique, les rabbanites peuvent ainsi manger chaud durant le shabbat, quand les Karaïtes mangent froid. Dans les communautés rabbanites, quiconque mangeait froid le shabbat était présumé pratiquer le karaïsme.
Par ailleurs, les Karaïtes s'abstiennent de relations sexuelles durant le shabbat.
Les Samaritains observent shabbat d'une manière assez proche des Karaïtes. Ils n'allument donc pas de bougies et ne conservent pas de repas au chaud comme les rabbanites et mangent des repas froids. Ils se lèvent aux alentours de quatre heures du matin pour les prières et suivent scrupuleusement les interdits de la Torah, sans interprétation talmudique. Tout comme les Karaïtes, ils s'abstiennent de relations sexuelles.

## Perceptions du shabbat dans les autres religions abrahamiques

### Dans le Nouveau Testament
« Puis il leur dit : Le sabbat a été fait pour l'homme, et non l'homme pour le sabbat, de sorte que le fils de l'homme est maître même du sabbat. »

— Marc 2,27-28
Dans la lettre apostolique Le Jour du Seigneur ou Dies Domini publiée le 31 mai 1998, Jean-Paul II invite les chrétiens à mieux appréhender le mystère pascal et à redécouvrir le précepte du shabbat. La volonté de l'Église catholique de redécouvrir ses racines juives trouve sa source dans la reprise de dialogue entre juifs et catholiques engagée par le concile Vatican II.

### Dans le Coran
« Vous avez réellement connaissance de ceux des vôtres qui avaient enfreint le sabbat. Nous leur dîmes alors : « Soyez des singes chassés (de la miséricorde divine) ! ((65)) Nous en fîmes une dure leçon pour leurs contemporains et pour les générations à venir et un avertissement utile aux gens pieux ((66)) »

« Puis Nous t'avons inspiré : « Suis la religion d'Abraham, pur monothéiste, et ce n'était guère un Associateur » ((123))
Le sabbat n'a été imposé qu'à ceux qui divergeaient à son sujet. Ton Seigneur arbitrera sûrement entre eux le jour de la Résurrection dans ce qui était l'objet de leur discorde ((124)) »

— Le Coran, « L’Abeille », XVI, 123-124, (ar) النحل.
Faisant écho au Talmud, « Dieu n'a pas éprouvé de « fatigue » le septième jour – conception qui invalide le sabbat juif ou le dimanche chrétien (même si selon les commentaires juifs, le mot repos fait en fait référence à une période d'inactivité et de cessation de travail.) Dieu s'est reposé le septième jour, parce que ce jour était pour lui une période d'inactivité et de cessation de travail, comparé aux six jours précédents. Cela n'implique pas qu'il était entré dans cette période d'inactivité parce qu'il était physiquement fatigué. D'ailleurs, la Bible n'utilise jamais le mot « fatigue » ni ses dérivés pour faire référence à un épuisement physique de Dieu, selon Roger Caratini : ».

« Oui. Nous avons créé les Cieux et la terre et leur entre-deux en six jours, sans que Nous effleurât la moindre fatigue. »

— Le Coran, « Kaf », L, 38, (ar) ق.